# Авганов, Алишер
Алише́р Авганов (род. 20 октября 1970) — советский футболист.
В 1990 году провёл 14 матчей за дубль «Памира» Душанбе. 7 июля 1991 года дебютировал в чемпионате СССР, выйдя в домашнем матче против «Динамо» Минск (2:1) на замену на 89-й минуте. Впоследствии сыграл ещё в трёх матчах. Полуфиналист Кубка СССР—СНГ 1991/92.